# Morti nel 690
| Questa pagina contiene informazioni ricavate automaticamente dalle voci biografiche con l'ausilio del template Bio e di un bot. L'aggiornamento è periodico e automatico e ricostruisce completamente la pagina. Se manca una persona in questa lista, sei pregato di non aggiungerla, ma accertati piuttosto che la sua voce biografica contenga il template Bio e che i dati anagrafici siano correttamente compilati. Se il template Bio manca, inseriscilo tu stesso o, in alternativa, metti l'avviso {{tmp\|Bio}} che ne segnala la mancanza. Se i dati riportati sono sbagliati, correggi direttamente la voce biografica; le modifiche saranno visibili in questa lista entro pochi giorni. Per chiarimenti vedi il progetto biografie. La lista contiene solo le 6 persone che sono citate nell'enciclopedia e per le quali è stato implementato correttamente il template Bio. Pagina aggiornata al 18 feb 2025. |

- 12 gennaio - Benedetto Biscop, abate inglese (n. 628)
- 20 febbraio - Eticone, duca
- 6 marzo - Giuliano di Toledo, vescovo, scrittore e santo spagnolo
- 19 settembre - Teodoro di Canterbury, arcivescovo e santo inglese (n. 602)
- Amalberga di Maubeuge, religiosa e santa franca
- Amato di Sion, vescovo, monaco cristiano e santo franco